# 417 Suevija
417 Suevija  (mednarodno ime 417 Suevia) je asteroid tipa X (po Tholenu) oziroma skupine Xk (po SMASS) v glavnem asteroidnem pasu. 

## Odkritje
Asteroid je odkril Max Franz Joseph Cornelius Wolf 6. maja 1896 v Heidelbergu.. Poimenovan je po študentski zvezi z imenom Corps Suevia Heidelberg.

## Lastnosti
Asteroid Suevija obkroži Sonce v 4,69 letih. Njegova tirnica ima izsrednost 0,132, nagnjena pa je za 6,617° proti ekliptiki. Njegov premer je 40,69 km, okoli svoje osi se zavrti v 7,034 urah .